# Cara Delevingne
Cara Delevingne   (Hammersmith, 12 d'agost de 1992) Cara Jocelyn Delevingne és una model i actriu anglesa, guanyadora del premi a la model de l'any als Premis de la Moda Britànica de 2012 i 2014. La seva padrina és Joan Collins.
Cara, que es defineix com a bisexual, va iniciar l'any 2015 una relació amb la cantant estatunidenca St. Vincent, després d'haver tallat amb l'actriu Michelle Rodriguez. L'any següent va confessar patir depressions i haver sentit autoodi durant l'època en què feia de model. Va tenir una relació amb la també model i actriu Ashley Benson.
Algunes de les pel·lícules en què ha treballat són: Anna Karènina, The Face of an Angel, Paper Towns, Pan: Viatge al País de Mai Més i Suicide Squad.

## Filmografia

### Pel·lícules
| Any  | Títol                                                                                         | Paper                                         | Notes        |
| ---- | --------------------------------------------------------------------------------------------- | --------------------------------------------- | ------------ |
| 2012 | Anna Karènina                                                                                 | Princesa Sorokina                             |              |
| 2014 | Reincarnation by Chanel                                                                       | Naughty Barmaid Emperadriu Elisabet d'Àustria | Curtmetratge |
| 2014 | The Face of an Angel                                                                          | Melanie                                       |              |
| 2015 | Paper Towns                                                                                   | Margo Roth Spiegelman                         |              |
| 2015 | Pan: Viatge al País de Mai Més (Pan)                                                          | Sirena                                        |              |
| 2016 | Kids in Love                                                                                  | Viola                                         |              |
| 2016 | Suicide Squad                                                                                 | June Moone/ l'Encantadora                     |              |
| 2017 | Valerian i la ciutat dels mil planetes (Valerian and the City of a Thousand Planets) (VCoaTP) | Laureline                                     |              |
| 2017 | Tulip Fever                                                                                   | Annetje                                       |              |
| 2018 | London Fields                                                                                 | Kath Talent                                   |              |
| 2018 | Her Smell                                                                                     | Cassie                                        |              |

### Televisió
| Any  | Títol              | Paper              | Notes               |
| ---- | ------------------ | ------------------ | ------------------- |
| 2014 | Playhouse Presents | Chloe              | Episodi: "Timeless" |
| 2019 | Carnival Row       | Vignette Stonemoss | Recurrent           |